# Amomum bicorniculatum
Amomum bicorniculatum är en enhjärtbladig växtart som beskrevs av Karl Moritz Schumann. Amomum bicorniculatum ingår i släktet Amomum och familjen Zingiberaceae. Inga underarter finns listade i Catalogue of Life.